# Miriam Klein
Miriam Klein (Bazel, 27 maart 1937) is een Zwitserse jazzzangeres.

## Biografie
Miriam Klein kreeg voor de eerste keer bekendheid, toen ze tijdens de jaren 1950 in Parijs optrad met Pierre Michelot, Don Byas en Art Simmons. Na een opleiding aan de muziekschool in Wenen ging ze terug naar Zwitserland en zong ze sinds 1963 in de formaties van haar echtgenoot Oscar Klein.
Tijdens de jaren 1960 en 1970 werd ze als zangeres internationaal bekend. Ze nam tijdens deze periode een album op met nummers van Bessie Smith. In 1973 lukte de internationale doorbraak met het album Lady Like, dat werd opgedragen aan Billie Holiday. Daarbij werd ze begeleid door muzikanten als Roy Eldridge, Dexter Gordon en Slide Hampton. Ze nam bovendien platen op met Albert Nicholas (1971) en Wild Bill Davison (1976).
In 1977 werkte ze samen met het Fritz Pauer Trio, in 1978 met Sir Roland Hanna en George Mraz op hun album By Myself. Tijdens het Frankfurter Jazzfestival in 1980 werd ze begeleid door Hans Kollers International Brass Company. In 1981/1982 ging ze op tournee met Kenny Clarke, Hanna en Isla Eckinger. In 2001 was ze ook betrokken bij de opname van het album My Marilyn van haar zoon David Klein.
Haar voorbeeld is Billie Holiday. Het was haar bedoeling om volgens de manier van Billie Holiday te zingen en niet om haar te kopiëren. Roy Eldridge vertelde na plaatopnamen met Klein, dat haar stem voor de film Lady Sings the Blues meer geschikt zou zijn dan die van Diana Ross.

## Discografie
- 1969: Oscar & Miriam Klein Blues & Boogie (Europa) met Peter Giger, Henri Chaix en Bob Carter
- 1973: Miriam Klein Lady Like (MPS Records, met Roy Eldridge, Dexter Gordon, Slide Hampton, Vince Benedetti, Isla Eckinger, Billy Brooks)
- 1978: Miriam Klein By Myself (L+R Records, met Roland Hanna en George Mraz (heruitgebracht bij Enja Records 2012))
- 1994: Miriam Klein Ballads For Loving Kindness (Divox, met Kirk Lightsey)
- 2001: David Klein My Marilyn (Enja Records, met Miriam Klein, Mulgrew Miller en Ira Coleman)
- ????: Swiss Radio Days Jazz Live Concert Series - Karin Krog & Enrico Rava & Miriam Klein + Jazz Live Trio (TCB Records)